# Bruin Goud
Bruin Goud was een Nederlandse zevendelige televisiedramaserie die tussen 1994 en 1995 werd uitgezonden door de NPS en in 1998 door de BRTN. Het was een historische dramaserie die zich tussen 1850 en 1925 afspeelde en opgenomen werd in Friesland en Drenthe. Het dorp waar alle verhalen zich afspelen heet Bargermond, een fictief dorp dat gesitueerd is in het veenpark in Barger-Compascuum. Verder is er gefilmd in Dokkum en in het Bargerveen.